# マチルダ・メイ
マチルダ・メイ（Mathilda May, 1965年2月8日 - ）は、フランス出身の映画女優・歌手。

## 略歴
父親はギリシャ、トルコ系セファルディムの祖先を持つ劇作家ヴィクトル・アイム、母親はスウェーデン人振付師。パリのフランス国立高等演劇学校 (コンセルヴァトワール)を首席で卒業した才媛。1984年、『ネモの不思議な旅/異次元惑星のプリンセスを救え!!』で映画デビュー。翌年の『スペースバンパイア』でのバンパイア役で注目を浴びる。1987年『ふくろうの叫び』でセザール賞の新人賞を受賞。1993年には歌手デビューを果たしている。

### プライベート
3度の結婚で2人の子供がいる。

## 主な出演作品
- ネモの不思議な旅/異次元惑星のプリンセスを救え!! Nemo (1984)
- ミステリー/牝狼 Letters to an Unknown Lover (1985)
- スペースバンパイア Lifeforce (1985)
- サハラの秘宝Secret of the Sahara (1987)
- ふくろうの叫び Le Cri du hibou (1987)
- 愛は疑惑に抱かれて La Passerelle (1988)
- 想い出のマルセイユ Trois places pour le 26 (1988)
- ネイキッド・タンゴ Naked Tango (1990)
- コレット・水瓶座の女 Becoming Colette (1991)
- 彼方へ Cerro Torre: Schrei aus Stein  (1991)
- 他人のそら似 Grosse fatigue (1994)
- おっぱいとお月さま La Teta i la lluna (1994)
- ジャッカル The Jackal (1997)
- ERICH SEGAL'S ONLY LOVE エリック・シーガルズ・オンリー・ラブ Erich Seagal's Only Love (1998)
- アラン・ドロンの刑事物語 Fabio Montale (2001)
- 戦火の奇跡 ～ユダヤを救った男～ Perlasca. Un eroe italiano (2002)
- 引き裂かれた女 La Fille coupée en deux (2007)
- プレイヤー Les Infidèles (2012)
- クロッシング・ライン〜ヨーロッパ特別捜査チーム〜 Crossing Lines (2014)
- パリ殺人案内：第3話「オペラ座」Mystere a L'opera (2015)